# Coupe d'Espagne de football 2001-2002
Navigation
Coupe d'Espagne 2000-2001 Coupe d'Espagne 2002-2003
La Copa del Rey 2001-2002 est la 100e édition de la Copa del Rey. La compétition commence le 6 septembre 2001 et se termine le 6 mars 2002 avec la finale. Le Real Saragosse est le tenant du titre.
En finale, le Deportivo La Corogne bat le Real Madrid  2 à 1 le 6 mars au stade Santiago Bernabeu de Madrid. Il s'agit du 2e titre de La Corogne dans cette compétition.
Dans cette édition les dates ont été avancées en raison de la Coupe du monde 2002.

## Équipes qualifiées
81 clubs sont qualifiées pour la Coupe du Roi 2001-2002 :
- les 20 équipes de Première division .
- les 22 équipes de Deuxième division .
- 28 équipes de deuxième division B :
  - 4 (sur 4), relégués de la deuxième division la saison précédente.
  - 18 qui étaient en deuxième division B la saison précédente : 22 clubs qualifiés (dont 4 qui avaient été promus) comme le top 5 de chaque groupe et les clubs suivants (pas d'équipes de réserve) de tout groupe avec plus de points, (Équipes de réserve exclues: Atlético Madrid B, Sporting B, Real Madrid B, Saragosse B, Athletic B, Espanyol B, Majorque B, Barcelone B).
  - 6 (sur 8) champions de leur groupe Third D. ET avaient été promus (hors Celta B et Sevilla B)
- 11 (sur 342, en 17 groupes) de troisième division:
  - 9 champions de troisième division qui n'ont pas atteint la promotion (CS As Pontes et Lucena CF, en remplacement de Celta B et Sevilla B).

### Huitième de finale
Les huitièmes de finale ont lieu les 12 et 19 décembre.
| Club                | Match aller | Total | Match retour | Club                 |
| ------------------- | ----------- | ----- | ------------ | -------------------- |
| CD Badajoz          | 1 - 3       | 1 - 6 | 0 - 3        | Real Valladolid      |
| CF Atlético Ciudad  | 0 - 0       | 0 - 1 | 0 - 1        | Rayo Vallecano       |
| Córdoba CF          | 2 - 1       | 3 - 2 | 1 - 1 (ap)   | Real Majorque        |
| UE Figueres         | 2 - 1       | 2 - 1 | 0 - 0        | Novelda CF           |
| Gimnàstic Tarragone | 1 - 0       | 3 - 4 | 2 - 4 (ap)   | Real Madrid CF       |
| UD Salamanque       | 2 - 2       | 2 - 4 | 0 - 2        | Athletic Bilbao      |
| Sporting de Gijón   | 2 - 4       | 3 - 7 | 1 - 3        | Villarreal CF        |
| CE L'Hospitalet     | -           | 0 - 3 | -            | Deportivo La Corogne |

### Quarts de finale
Les quarts de finale ont lieu les 9 et 16 janvier.
| Club                 | Match aller | Total | Match retour | Club            |
| -------------------- | ----------- | ----- | ------------ | --------------- |
| Real Madrid CF       | 4 - 0       | 4 - 1 | 0 - 1        | Rayo Vallecano  |
| Villarreal CF        | 0 - 2       | 0 - 3 | 0 - 1        | Athletic Bilbao |
| Deportivo La Corogne | 2 - 0       | 3 - 2 | 1 - 2 (ap)   | Real Valladolid |
| Córdoba CF           | 0 - 2       | 0 - 2 | 0 - 0        | UE Figueres     |

### Demi-finales
Les demi-finales ont lieu les 23 et 30 janvier.
| Club            | Match aller | Total | Match retour | Club                 |
| --------------- | ----------- | ----- | ------------ | -------------------- |
| Athletic Bilbao | 2 - 1       | 2 - 4 | 0 - 3        | Real Madrid CF       |
| UE Figueres     | 0 - 1       | 1 - 2 | 1 - 1        | Deportivo La Corogne |

### Finale
| Finale                 | Real Madrid CF | 1 - 2   | Deportivo La Corogne    | Stade Santiago-Bernabéu, Madrid                         |                                                         |
| 6 mars 2002 21h00 CEST | Raúl 58e       | (0 - 2) | 6e Sergio · 37e Tristán | Spectateurs : 75 000 Arbitrage : Manuel Mejuto González | Spectateurs : 75 000 Arbitrage : Manuel Mejuto González |

| G                  | 13 | César              |  |     |
| D                  | 2  | Salgado            |  |     |
| D                  | 4  | Hierro (c) 25e     |  |     |
| D                  | 31 | Pavón 46e          |  |     |
| D                  | 3  | Roberto Carlos     |  |     |
| M                  | 24 | Makélélé           |  |     |
| M                  | 6  | Helguera 81e       |  |     |
| M                  | 10 | Figo 83e           |  |     |
| M                  | 5  | Zidane             |  |     |
| A                  | 7  | Raúl               |  |     |
| A                  | 9  | Fernando Morientes |  | 67e |
| Remplaçants :      |    |                    |  |     |
| M                  | 21 | Solari 65e 46e     |  |     |
| M                  | 8  | McManaman 83e      |  |     |
| M                  | 14 | Guti 67e           |  |     |
| Entraîneur :       |    |                    |  |     |
| Vicente del Bosque |    |                    |  |     |

| G              | 1  | Molina 90e       |
| D              | 12 | Scaloni          |
| D              | 4  | Naybet           |
| D              | 5  | César            |
| D              | 3  | Romero           |
| M              | 18 | Víctor 31e 89e   |
| M              | 16 | Sergio           |
| M              | 6  | Mauro Silva 10e  |
| M              | 21 | Valerón 63e      |
| A              | 10 | Fran (c) 71e 84e |
| A              | 9  | Tristán          |
| Remplaçants :  |    |                  |
| M              | 8  | Djalminha 89e    |
| M              | 23 | Duscher 63e      |
| D              | 15 | Capdevila 84e    |
| Entraîneur :   |    |                  |
| Javier Irureta |    |                  |

### Meilleurs buteurs
| # | Joueur        | Club                 | Buts |
| - | ------------- | -------------------- | ---- |
| 1 | Raúl          | Real Madrid CF       | 6    |
| - | Guti          | Real Madrid CF       | 6    |
| 2 | Diego Tristán | Deportivo La Corogne | 5    |